# Onthophagus woroae
Onthophagus woroae är en skalbaggsart som beskrevs av Teruo Ochi och Masahiro Kon 2006. Onthophagus woroae ingår i släktet Onthophagus och familjen bladhorningar. Utöver nominatformen finns också underarten O. w. bruneiensis.